# 치고지에 아그빔
치고지에 아그빔은 나이지리아의 축구 선수로, 포지션은 골키퍼다. 나이지리아 프리미어 리그 에누구 레인저스 소속이다.
예상보다 장기화된 이적 논란 끝에, 이적료 8백만 나이라에 와리 울브스 F.C에서 에누구 레인저스로 이적하였다.
2014년 2월 곰베 유나이티드에 입단하였으며 2015년 4월 다시 레인저스에 합류하였다.

## 대표팀 경력
아그빔은 2012년 1월 나이지리아와 앙골라의 친선 경기에서 국제 경기 데뷔를 하였다.
그는 2013년 아프리카 네이션스컵과 2013년 FIFA 컨페더레이션스컵에 나이지리아 대표로 선발되었다.
2014년 1월, 그는 2014년 아프리카 네이션스 챔피언십 대회에서 나이지리아 대표팀의 주전 골키퍼였고, 팀은 3위를 기록했다. 그 해 6월에는 2014년 FIFA 월드컵 나이지리아 대표팀 스쿼드에 이름을 올렸다.